# Cardisoma crassum
Tombourou voyageur
Espèce
Cardisoma crassum, le Tombourou voyageur, est une espèce de crabes terrestres de la famille des Gecarcinidae.

## Répartition
On trouve ce crabe dans la zone côtière tropicale du Pacifique oriental, de la Basse Californie jusqu'au Pérou . 

## Description
Il a une carapace bleu violacé, des pattes rouges et une pince principale blanche. Dans sa description de 1870, l'auteur indique que les spécimens en sa possession présentaient une carapace mesurant de 51 à 56 mm de longueur et 62 à 68 mm de largeur.

## Habitat
Cardisoma crassum vit en général parmi les racines des arbres des mangroves, où il construit son terrier. Il se retrouve aussi occasionnellement sur la partie la plus sèche des rives.

## Systématique
Le nom valide complet (avec auteur) de ce taxon est Cardisoma crassum Smith, 1870,. Ce taxon a été initialement décrit sous la graphie Cardiosoma crassum.
Cardisoma crassum a pour synonymes :
- Cardiosoma crassum Smith, 1870
- Cardiosoma latimanus Lockington, 1877

## Publication originale
- (en) Sidney I. Smith, « Notes on American Crustacea. No. I. Ocypodoidea », Transactions of the Connecticut Academy of Arts and Sciences, vol. 2,‎ 1870, p. 113–176 (ISSN 0069-8989, DOI 10.5962/BHL.PART.20635, lire en ligne).